# 施瓦本哈尔县
施瓦本哈尔县（德語：Landkreis Schwäbisch Hall）是德国巴登-符腾堡州的一个县，隶属于斯图加特行政区，首府施瓦本哈尔。

## 地理
施瓦本哈尔县北面与美因-陶伯县，东面与巴伐利亚州的安斯巴赫县，南面与奥斯特阿尔布县，西南面与雷姆斯-穆尔县和海尔布隆县，西面与霍恩洛厄县相邻。
Template:施瓦本哈尔县市镇